# Anton von Bonin
Anton von Bonin († 25. Mai 1633 in Köslin) war Herr auf Karzin und Klannin im Herzogtum Pommern, 1610 Stiftsvogt, 1618 Dekan der Kollegiatkirche in Kolberg, ab 1623 schließlich Regierungsrat.

## Herkunft
Anton von Bonin war der 3. Sohn des Adrian von Bonin († 1609) auf Wogenthin und Jatzthum und der Anna von Lettow aus dem Hause Pritzke.

## Werdegang
Nach umfangreichen Studien an mehreren Universitäten begleitete Anton von Bonin gemeinsam mit weiteren pommerschen Edelleuten Herzog Georg II. auf seiner Europareise, die am 29. August 1608 in Stettin begann und ebd. am 16. August 1610 wieder endete. Als Anerkennung für seine Dienste wurde er bald darauf Stiftsvoigt. 1618 wird Anton Dekan der Kollegiatkirche in Kolberg.
1619 erhält er von Herzog Ulrich von Pommern gemeinsam mit Franz Boehn auf Kulsow die Anwartschaft auf die Güter Karzin und Klannin. Erst 1627 hat er sich final in einem Erbvertrag mit diesem um die Güter einigen können.
1621 nahm er als Deputierter der Stände am Leichenbegräbnis Herzog Franz I.  teil, führte dabei gemeinsam mit dem Landrat Christoph von Manteuffel die Gemahlin Herzog Ulrichs. Auch dem Leichenbegräbnis des letzteren wohnte er bei, huldigte anschließen als Dekan zu Kolberg Herzog Bogislaw XIV.
Nach zahllosen Diensten für die Herzöge erkrankte er auf der Rückreise einer diplomatischen Mission die ihn nach Krakau zu König Wladislaw geführt hatte und verstarb im Anschluss daran in Köslin.
Er war unstrittig eine der bedeutendsten pommerschen Persönlichkeiten seiner Zeit und der bedeutendste Vertreter seiner Familie in deren früheren Geschichte.

## Familie
Er heiratete am 6. Oktober 1611 Elisabeth von Wedel aus dem Hause Mölln. Aus dieser Ehe gingen 10 Kinder hervor, welche sämtlich die Eltern überlebten und heirateten.
- Wedig (* 19. Juli 1612; † 1659)

⚭ Agnes von Ramel
⚭ Barbara von Wolden (1623–1707)
- Georg Otto (* 10. August 1613; † 19. August 1670)
- Anna Emerentia (* 17. Januar 1615; † 1672) ⚭ Klaus von Kameke auf Hohenfelde
- Barbara Maria

⚭ Paul von Kameke († um 1646) auf Hohenfelde
⚭ Jürgen von Versen († 1676), auf Crampe, gefallen als Rittmeister
- Christiane ⚭ 1650 Lorenz von Versen (* 5. Juni 1620; † 16. August 1682)[3] auf Crampe
- Ulrich (* 1619; † 1683) Brandenburger Oberstleutnant

⚭ 16. Juli 1648 Hedwig von Glasenapp (* 7. November 1627; † 18. Dezember 1659)
⚭ Dorothea Elisabeth von Manteuffel († 5. Oktober 1668)
⚭ Clarina von Schmeling, aus Parsow und Jüdenhagen
⚭ Anna Magdalena von Buchwald (starb 4 Wochen nach der Hochzeit)
⚭ Bella von Massow (Witwe des Rittmeisters Hans von Glasenapp auf Treten)
⚭ Barbara Sophie von Zizewitz (Witwe des Leutnants Balthasar von der Osten aus Woldenburg)
- Anges ⚭ Georg von Wolden auf Wusterbart
- Clara ⚭ Christoph Heinrich von Puttkamer († 1701)[4], königlich polnischer Oberst und kurländischer Landeshofmeister, ab 1682 Freiherr
- Huldenreich Sophie († 16. Januar 1703) ⚭ Daniel Friedrich von Kameke († 5. September 1666)[5] auf Lassehne und Strippow
- Ernst Bogislaw (* 10. Januar 1623; † 11. März 1684), schwedischer und brandenburger Offizier

⚭ 26. Oktober 1651 Margdalena Clara Eleonore von Schmeling (* 1636; † 26. Februar 1669)
⚭ 17. September 1672 Anna Sophie Elisabeth von Volkmann († 5. Februar 1705), Tochter des schwedischen Generalmajors Joachim von Volkmann